# Yksinäisin tyttö kaupungin
Yksinäisin tyttö kaupungin è l'album di debutto della cantante finlandese Tiina Pitkänen, pubblicato il 12 settembre 2007 su etichetta discografica Helsinki Music Company.

## Tracce
1. Jos – 3:10
2. Juulia – 3:55
3. Yksinäisin tyttö kaupungin – 3:24
4. Rakkaus roihuaa – 3:32
5. Mielettömyys – 3:19
6. Jotain yhteistä – 3:10
7. Valon leikki – 4:04
8. Entä jos – 3:33
9. Jäljellä syli – 3:48
10. Eri maailmaan – 3:14

## Classifiche
| Classifica (2007) | Posizione massima |
| ----------------- | ----------------- |
| Finlandia         | 35                |